# سنگستان (همدان)
سنگستان (همدان)، روستایی از توابع بخش مرکزی شهرستان همدان در همسایگی روستای آبشینه و تفریجان استان همدان ایران است. مردم این روستا به زبان فارسی با گویش همدانی صحبت میکنند.

## جمعیت
این روستا در دهستان سنگستان قرار دارد و براساس سرشماری مرکز آمار ایران در سال ۱۳۹۵، جمعیت آن ۱٬۱۹۵ نفر (۳۹۵خانوار) بوده‌است.